# Am Hartmannsgalgen
Koordinaten: 49° 54′ 59″ N, 7° 51′ 53″ O
Das Naturschutzgebiet Am Hartmannsgalgen liegt im Landkreis Bad Kreuznach in Rheinland-Pfalz. Das 12,8 ha große Gebiet, das im Jahr 1988 unter Naturschutz gestellt wurde, erstreckt sich südwestlich der Ortsgemeinde Dorsheim. Nördlich verläuft die A 61, östlich verläuft die B 48 und fließt die Nahe.
Schutzzweck ist die Erhaltung der Kiesgrube mit ihren Wasser- und Flachwasserzonen und ihren Steilflächen
- als Standort seltener in ihrem Bestand bedrohter wildwachsender Pflanzen und Pflanzengesellschaften
- als Lebensraum seltener und in ihrem Bestand bedrohter wildlebender Tierarten
- aus wissenschaftlichen Gründen.